# Skała (powiat lwówecki)
Skała (niem. Hohlstein) – wieś w Polsce położona w województwie dolnośląskim, w powiecie lwóweckim, w gminie Lwówek Śląski, na Pogórzu Kaczawskim w Sudetach.

## Podział administracyjny
W latach 1975–1998 miejscowość należała administracyjnie do województwa jeleniogórskiego.

## Nazwa
W alfabetycznym spisie miejscowości na terenie Śląska wydanym w 1830 roku we Wrocławiu przez Johanna Knie wieś występuje pod dwiema niemieckimi nazwami Hohlstein oraz wcześniejszą Polenstein. Po II wojnie światowej polska administracja wprowadziła polską nazwę Skała.

## Demografia
Liczba ludności w latach 1786–2011.

## Historia

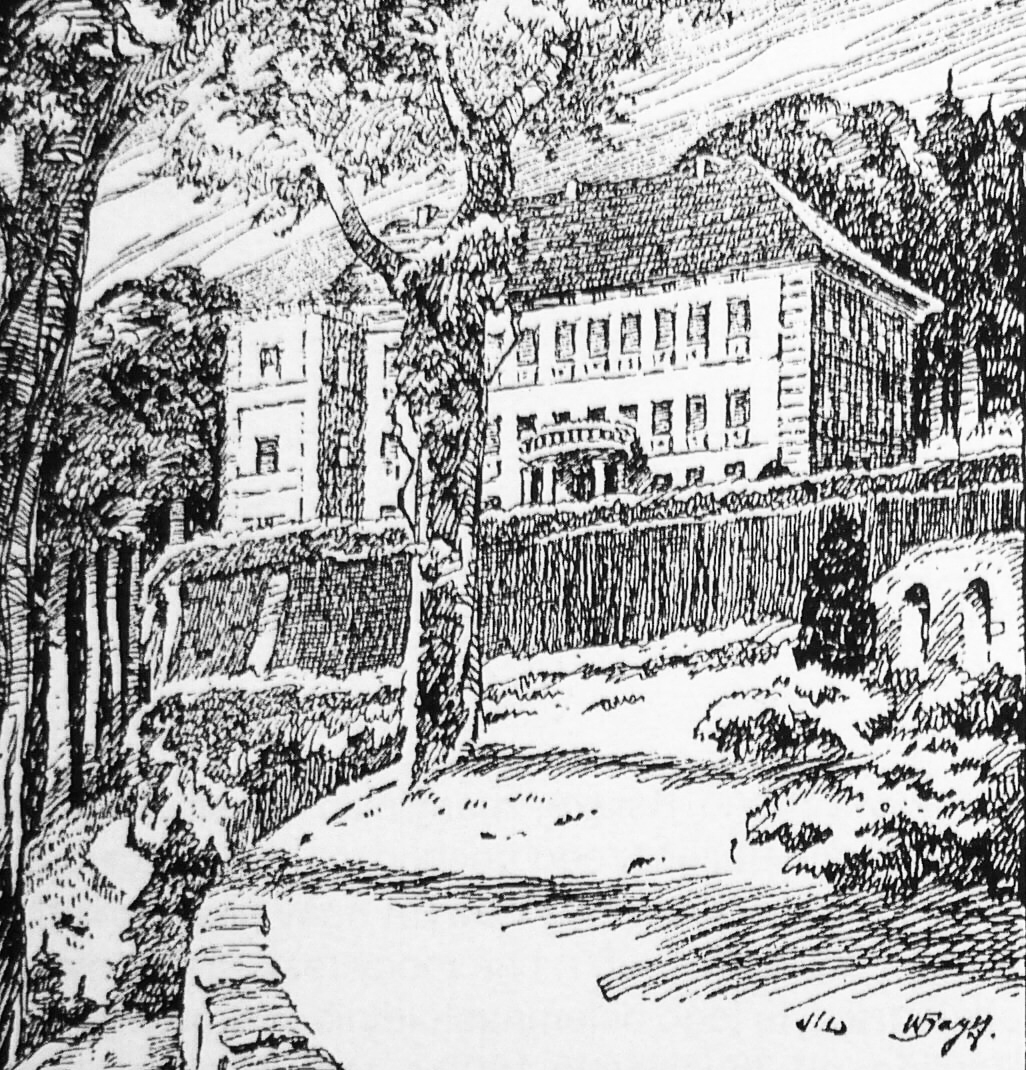
Widok pałacu, rysunek z okresu międzywojennego

Pierwsze wzmianki o wsi pochodzą z 1347 r., w 1385 r. natomiast wieś znana była jako Holenstein. W roku 1347 Seyfried von Reussendorf otrzymał wieś od ks. Bolka II, a już w 1355 r. Czobherne von Ketelitz został nowym właścicielem. Właścicielami byli także m.in. lwówecka rodzina Weidemannów (1385 - 1406), Bernhard von Rechenberg (1401-1406), Fritsche i Hans von Kopatsch. Rodzinę von Kopatsch podobno wyrzucił z rezydencji w Skale Czarny Krzysztof, który miał mieszkać tu przez kilka lat. Historia ta jest jednak niepewna. W 1513 r. rezydencję objął starosta generalny księstwa jaworsko-świdnickiego Adam von Lest. Jego potomek Christian Sebastian von Lest przeprowadził na początku XVII w. modernizację pałacu, dzięki czemu zyskał on renesansowy wystrój. Około 1627 roku majątek przeszedł w ręce rodziny von Promnitz, w latach 16541655 majątkiem władał Irlandczyk hr. von Gall. Dziedzicem został jego kuzyn hr. Walter von Gall. W latach 1700–1795 Skałę dzierżyli hrabiowie von Reder (Röder). W roku 1795 majątek nabył hr. Friedrich von Pückler, który przegrał wszystko w karty i tym samym Skała znalazła się w rękach Piotra Birona, księcia kurlandzkiego i żagańskiego, który odkupił całe dobra za 319 tys. talarów, w tym 4 tys. tzw. porękawicznego. Książę krótko cieszył się nabytkiem, gdyż zmarł 3 stycznia 1800 r. i na mocy testamentu majątek przeszedł w ręce jego 18-letniej córki Pauliny, która 26 kwietnia 1800 r. wyszła za mąż za księcia Fryderyka Hohenzollern-Hechingen. W czasie wojen napoleońskich w pałacu w Skale kwaterowali marszałek francuski Macdonald i marszałek pruski Blücher. W 1845 r. Skałę odziedziczył syn Pauliny i Fryderyka - książę Konstantyn Hohenzollern-Hechingen. Po śmierci Konstantyna, w roku 1869 majątek przeszedł na linię Hohenzollern-Sigmaringen. Wtedy też zaczął się powolny upadek rezydencji. W latach 1905–1927 Skała należała do Wilhelma von Hohenzollern. Hohenzollernowie-Sigmaringen nie mieszkali jednak w Skale, a jedynie dzierżawili majątek m.in. Scheuermannowi (1876 r.).
Niemiecki poeta Teodor Körner zadedykował księżnej Paulinie swoją szaradę poświęconą Skale

## Zabytki
Do wojewódzkiego rejestru zabytków wpisany jest:
- zespół pałacowy, z XVII-XIX w.

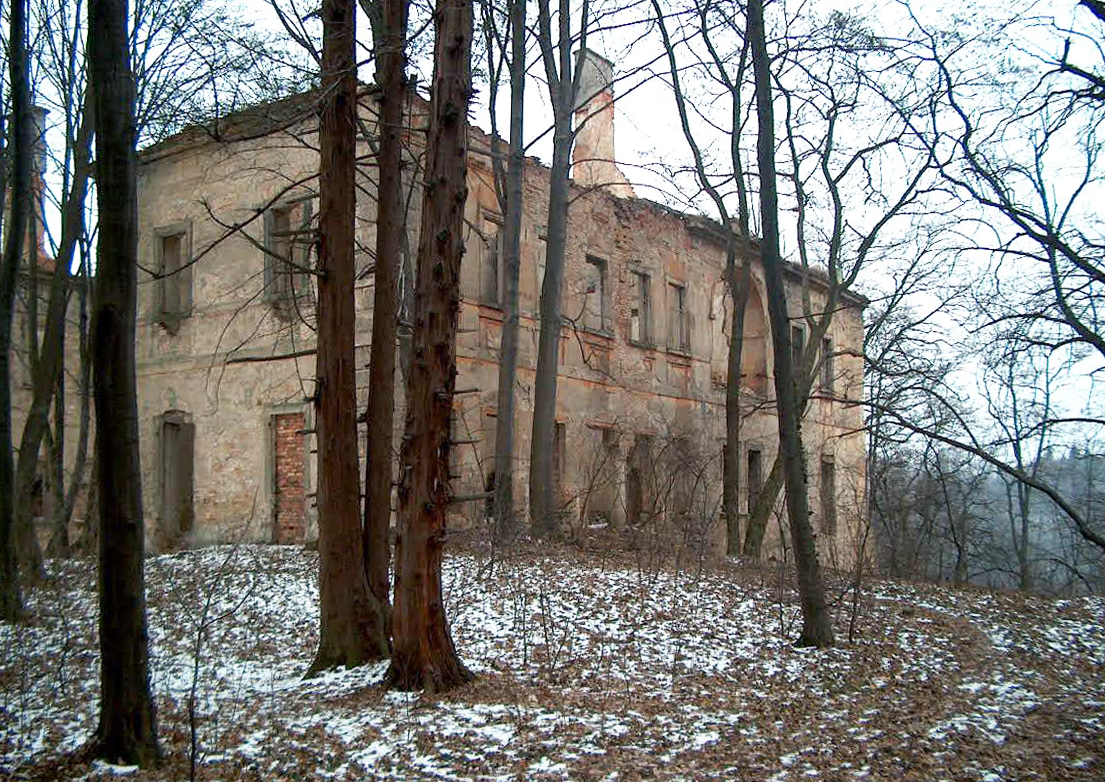
Ruiny pałacu

  - pałac; już w XIV wieku istniał tu zamek, wzmiankowany w 1348 r.[8] Został zniszczony przez husytów w 1428 r., w 1513 r. natomiast Adam von Lest zbudował na jego miejscu renesansowy dwór, rozbudowany na początku XVII wieku. Powstała wtedy okazała rezydencja z widokową loggią kolumnową (zamurowaną w XVIII wieku) i klatką schodową w wieżowej dobudówce. W 2. połowie XVII w. dobudowano zachodnie skrzydło i przedłużono główny korpus w kierunku północnym. Dzisiejszy wygląd pałac otrzymał na przełomie XVIII/XIX wieku. Nie był najwybitniejszym dziełem architektury, ale uroku dodawało mu położenie na sztucznej skarpie od strony wschodniej. Od zachodniej natomiast stworzono piękny park o powierzchni 30 mórg, w którym posadzono wiele egzotycznych drzew i krzewów. W parku stała dwupiętrowa herbaciarnia obłożona korą brzozową, w której książę Konstantyn organizował cotygodniowe spotkania dla gości z okolicznych posiadłości. W pobliżu stał również domek z mchu. Na wzniesieniu naprzeciw zamku znajdowała się wyłożona mozaikami świątynia Luizy. Z pałacu lipową aleją prowadziła ścieżka do Skały z medalionem.

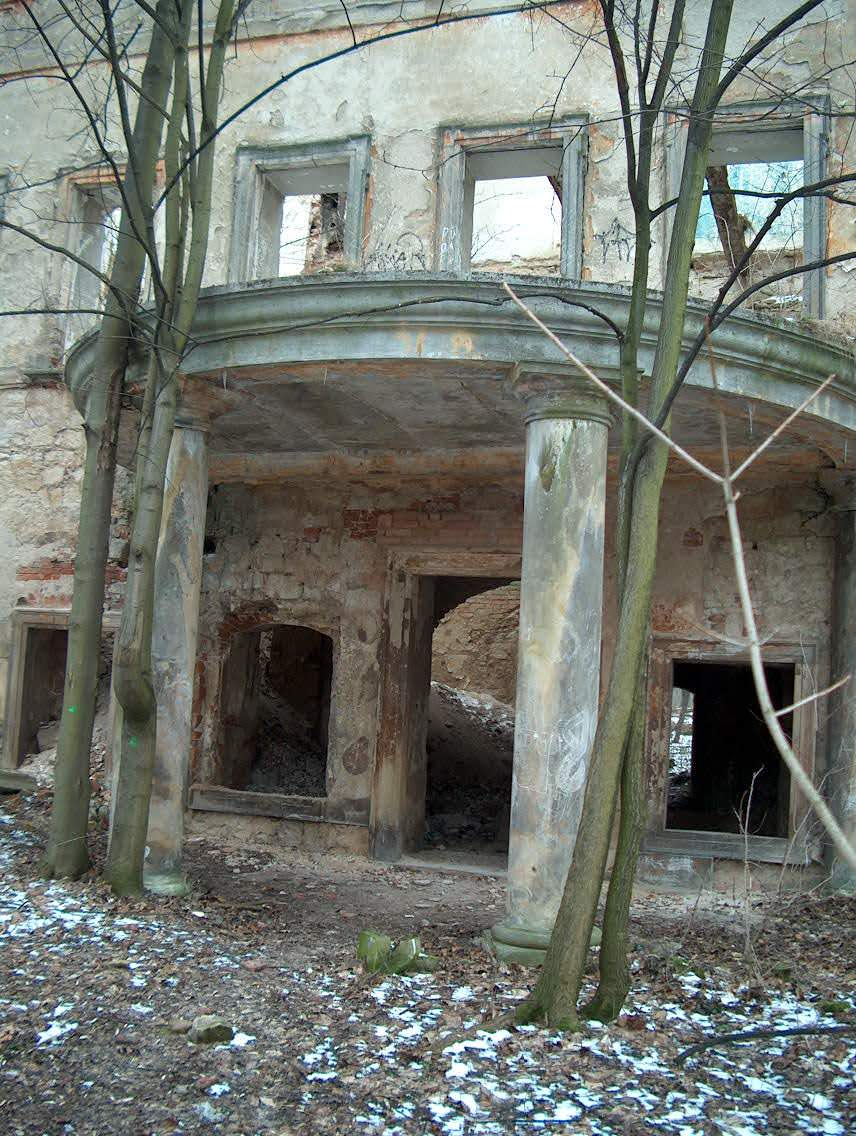
Ruiny dawnego pałacu

Pałac jest trójkondygnacyjną budowlą z kamienia i cegły, zbudowaną na planie podkowy. Część środkowa była nakryta dachem czterospadowym. Budowla jest podpiwniczona, z piwnicami sklepionymi kolebkowo z lunetami kolebkowo-krzyżowo, w jednym z pomieszczeń południowego skrzydła natomiast sklepienie podtrzymuje filar o ściętych narożach z czerwonego piaskowca. Elewacje mają symetryczny układ prostokątnych okien, boniowania w narożach i międzyokienne gzymsy. Główne wejście znajdowało się od wschodu, od strony skarpy poprzedzone kolumnowym portykiem podtrzymującym balkon. Pałac liczył około 40 pokoi. Dwutraktowy korpus główny miał amfiladowy układ wnętrz od strony wschodniej. Schody prowadzące do piwnic i na I piętro wykonane były z piaskowca, wyżej natomiast były to schody drewniane. Na I piętrze znajdowała się sala balowa, z której wyjście prowadziło na balkon. W sali tej był sufit fasetowy, z motywem wolich oczu, ząbkowania i rozetek. Środek sufitu zdobiła rozeta z liści akantu, otoczona kołem z wici roślinnej. Cztery mniejsze rozety znajdowały się na narożach sali. W okresie międzywojennym pałac udostępniono publiczności. Z niewielkiego holu w lewo, na piętro prowadziły proste schody. Z małego przedpokoju można było przejść do sali balowej lub, w przeciwnym kierunku, do wschodniego skrzydła. Tu znajdowała się utrzymana w bieli jadalnia, która była największą salą w pałacu. Tutaj znajdowała się także nisza dla dworskiej kapeli. W jadalni znajdował się kominek z szarego marmuru, drobiazgi z Herkulanum i Pompejów, a także kilka obrazów olejnych. W tym samym skrzydle był także tzw. mały salon, pozbawiony cenniejszych przedmiotów, z którego wchodziło się do dawnej biblioteki, której zbiory przepadły jeszcze przed wojną. Została przerobiona na salon, w którym znajdowały się meble obite żółtym, jedwabnym adamaszkiem. Na ścianach wisiały obrazy przedstawiające m.in. Napoleona z hrabiną von Hatzfeld, cesarzową Marię Teresę, księżnę Paulinę żagańską. Z biblioteki przechodziło się do kolejnego salonu i dalej do sypialni księcia, którego łoże stało w niszy, a ściany pokoju pokryte były tapetami w błękitne kwiaty. Obok sypialni znajdował się mały gabinet, w którym uwagę zwracał bogato haftowany złotem dywan, wykonany przez samą królową Luizę, jako prezent spotkania w Skale w 1800 r. Zachodnie skrzydło pałacu rozpoczynało się pokojem przyjęć. Stąd przechodziło się do salonu, w którym marszałek Gebhard Leberecht von Blücher przebywał w 1813 r. Salon ten został przerobiony na zwykłą sypialnię. W skrzydle zachodnim były jeszcze trzy inne sypialnie: księżnej, pokojówki i damy dworu. Na ścianach sypialni tej ostatniej wisiały kolorowe włoskie miedzioryty, przedstawiające sceny alegoryczne i mitologiczne. Pokoje na drugim piętrze w okresie międzywojennym stały zupełnie puste. W XVIII wieku założono od strony wschodniej ogród na tarasach. W XIX wieku natomiast powstał romantyczny park od strony zachodniej i południowej. Znalazły się w nim parkowe budowle, a wśród nich chata z mchu, dom z kory, mauzoleum, świątynia Luizy. Znaczenie pałacu jako ośrodka kultury, upadło w drugiej połowie XIX w. wraz ze śmiercią ks. Friedricha Wilhelma Constantina von Hohenzollern-Hechingen i przekazaniem majątku linii Sigmaringen.
- park - w parku rosną dwa dwustuletnie tulipanowce amerykańskie - Tom i Mustang. Ten drugi uznany jest za pomnik przyrody[9] podobnie jak rosnący obok platan klonolistny o obwodzie 460 cm.